# Jamora

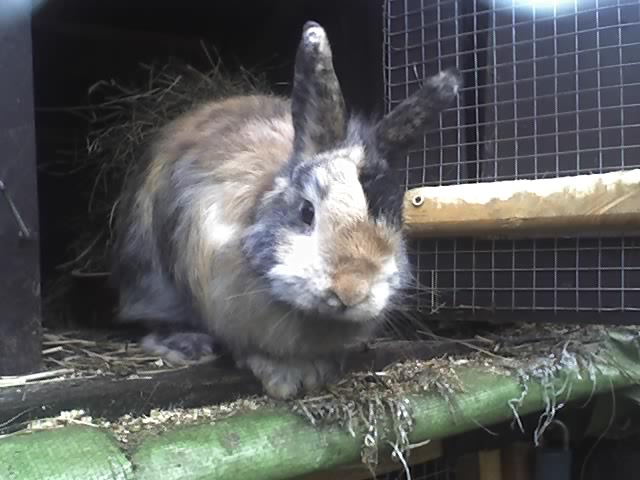
Jamora

Jamora eller dvärgangora är en relativt ny långhårig kanin som varit en officiell ras i Tyskland sedan 1993. I Norden godkändes rasen i februari 2002 av Nordisk standardkommitten[källa behövs] och finns endast gul/svart japantecknad. Jamorans ena öra är svart och det andra är gult. Halva huvudet är svart respektive gult. Pälsen blir 5–6 cm och till skillnad mot angorakaninens växer den inte oavbrutet. Jamoran är lika stor som en dvärgkanin och väger 1,5–2,5 kg, men ser större ut på grund av all päls. Den är en sorts angorakanin men behöver till skillnad från den vanliga angorakaninen inte klippas, däremot kräver pälsen regelbunden kamning och borstning för att inte tova sig. Om jamoran lider av värmen på sommaren kan den  behöva klippas. Jamoran är nyfiken, skötsam och livlig av naturen.